# Off.Grid:Electric
Off.Grid:Electric — социальное предприятие, базирующееся в городе Аруша (Танзания). Компания работает в секторе солнечной энергетики, продвигая инновационные экологические технологии в бедных сельских регионах, где преобладают керосиновые лампы, вырубка лесов и отсутствие постоянного электроснабжения. Off.Grid:Electric поставляет солнечные панели, литиевые батареи и лампы от производителя конечным покупателям, что существенно удешевляет продукцию. Также компания продаёт по доступным ценам произведённую электроэнергию деревенским потребителям. Создавая рабочие места в сообществах с низкими доходами и поддерживая малых предпринимателей, Off.Grid:Electric борется с бедностью и экологическими проблемами сельской Африки.
Учредитель и глава Off.Grid:Electric Ксавьер Хельгесен ранее основал прибыльный социальный фонд Better World Books и компанию программного обеспечения Indaba Systems, он был признан «лучшим социальным предпринимателем» 2009 года журналом Businessweek, награждался премией за «социальный капитализм» от Fast Company и стипендией от Фонда Сколла.

## Деятельность
Бизнес-модель Off.Grid:Electric предусматривает предварительную оплату за электричество малыми платежами с мобильных телефонов клиентов (платежи делятся на несколько категорий в зависимости от приобретаемого пакета услуг: освещение, зарядка мобильного телефона, питание других электроприборов). В начале 2012 года Off.Grid:Electric поставлял электричество в более чем 10 тыс. домов. В ближайших планах компании — подключить к электроэнергии 1 млн домов, обслуживая около 5 млн человек.

## Инвесторы и партнёры
Инвесторами и грантодателями Off.Grid:Electric являются Jasmine Social Investments, Фонд Мулаго, Сеть Омидьяра, Международная финансовая корпорация, Zouk Capital, The Marshall Foundation, Africa Enterprise Challenge Fund, The Segal Family Foundation, Vulcan Capital, Solarcity Corporation, Givia, The World We Want Foundation и другие. Среди партнёров компании — Агентство США по международному развитию, Fosera, OPIC U.S./Africa Clean Energy Finance Initiative и Energy and Environment Partnership.